# Cortao
Cortao es una antigua máquina militar que se usó para batir murallas y era del estilo de un ariete, pero se ponía en juego antes que este para iniciar la brecha. 
Se componía, como aquel, de una gran viga no suspendida, en cuyo extremo en lugar de la cabeza de carnero había una gruesa palanca de hierro colado y puntiagudo, con el que desquiciaban las piedras del muro. El cortao estaba colocado sobre un potro acanalado en su centro y con varios rodillos de madera movibles, por cuyo medio y con auxilio de fuertes maromas, le hacían salir y entrar para hacer la brecha en las murallas enemigas. Se colocaba como el ariete debajo de las torres, tortugas, etc.
También había otro cortao para lanzar piedras y funcionaba como una pequeña catapulta.